# Jurij Razuvaev
Jurij Sergeevič Razuvaev (in russo Юрий Сергеевич Разуваев?; Mosca, 10 ottobre 1945 – Mosca, 21 marzo 2012) è stato uno scacchista sovietico, a partire dal 1992 russo.
Ottenne il titolo di Grande maestro nel 1976.
Tra i principali risultati:
- 1978:  primo a Dubna;
- 1979:  primo nel Rubinstein Memorial di Polanica-Zdrój;
- 1983:  primo a Londra;
- 1985:  primo a Dortmund;
- 1987:  primo a Jūrmala;
- 1988:  primo a Pola e a Protvino;
- 1990:  primo nel Reykjavík Open;
- 1992:  primo a Leningrado;
- 1996:  vince il 38º Torneo di Capodanno di Reggio Emilia 1995/96, primo a San Sebastián.

Nel secondo match URSS - Resto del mondo (Londra, 1984) sostituì Tigran Petrosian assente per malattia, ottenendo quattro patte contro il ben più quotato GM tedesco Robert Hübner.
Ha fatto parte del comitato FIDE che si occupa dell'addestramento degli istruttori, in particolare del settore giovanile. Nel 1977 gli venne conferita l'onorificenza di Honoured Coach of Russia per la sua attività di allenatore e istruttore di scacchi.
Ha collaborato con articoli di cronaca e teorici a diverse riviste specializzate, tra cui l'olandese New In Chess.
Nel 1999-2009 ha allenato la squadra maschile italiana.